# Herbari Krilov

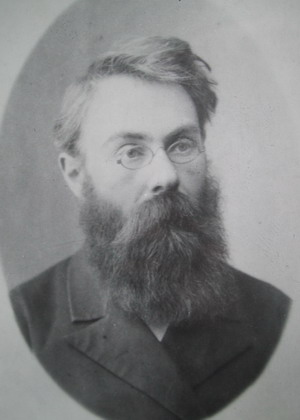
Fotografia de P. Krilov cap al 1900

L'Herbari Krilov és una institució gestionada per l'institut de biologia de la universitat estatal de Tomsk a Rússia. Va ser fundada el 1885 pel professor Krilov (1850-1931), el primer director del jardí botànic de Sibèria. Actualment, està dirigida per la professora Irina Ivanovna Goureïeva, Doctora en ciències biològiques, directora de la càtedra de botànica de la universitat.

## Descripció
L'herbari de Krilov inclou un herbari d'uns 500.000 exemplars i, per tant, és un dels tres herbaris més importants de Rússia. Disposa de tots els mitjans moderns de conservació i digitalització.
Aquest herbari és el resultat del treball de recollida de prop de dos mil col·leccionistes durant gairebé cent trenta anys. Dels seus 500.000 exemplars, conserva 200.000 exemplars de la flora de la Sibèria oriental i de la regió occidental de Ienissei. També inclou molts exemplars de flora de l'Àsia central, Tuva i Mongòlia, així com plantes d'Europa, Amèrica, Extrem Orient, etc.
A més l'Herbari Krilov disposa d'una biblioteca de literatura botànica amb més de dotze mil volums, dels quals podem distingir obres dels clàssics de la botànica, com Linné, Candolle, Ledebour, Pallas, Bunge, etc., publicats entre els segles xviii i xix.
L'herbari va permetre dur a terme importants treballs de Krilov i d'altres botànics titulats La flora de l'Altai i el govern de Tomsk, La flora de Sibèria occidental, La Flora del krai de Krasnoyarsk, etc.
L'herbari és accessible per a acadèmics o investigadors i s'utilitza per a la feina de molts científics de les universitats russes.